# تي دابليو إيه الرحلة 3
طائرة دي سي 3 التابعة لشركة طيران ويسترن ايرلاين رحلة رقم 3 المتجهة من إنديانابوليس، إنديانا إلى بوربانك، لوس أنجليس بتاريخ 16 يناير 1942، وقد حطت في طريقها على قاعدة مطار عسكري لإعادة تعبئة الوقود، وأقلعت بجو صاف ولكنها بعد 23 دقيقة اصطدمت بقمة جبل بالقرب من جبل بوتوسي، 30 ميلا جنوب شرق لاس فيجاس. جميع الركاب البالغ عددهم22 قد ماتوا جراء الحادث.